# ماتفیلد گرین (کانزاس)
ماتفیلد گرین (به انگلیسی: Matfield Green) شهری در ایالت کانزاس کشور ایالات متحده آمریکا است که جمعیت آن در سرشماری سال ۲۰۱۰ میلادی، ۴۷ نفر بوده‌است.